# Tahir Hanley
Tahir Hanley (5 maggio 1997) è un calciatore nevisiano, attaccante del Village Superstars.

## Carriera

### Club
Ha esordito con il Garden Hotspurs Basseterre nella stagione 2013-2014, giocando nella massima serie del campionato nevisiano e chiudendo la stagione al terzo posto.

### Nazionale
Ha debuttato in Nazionale il 31 agosto 2016 nella partita pareggiata per 0-0 contro il Nicaragua.